# Valverde de Alcalá
Valverde de Alcalá est une commune d’Espagne, dans la communauté autonome de Madrid.

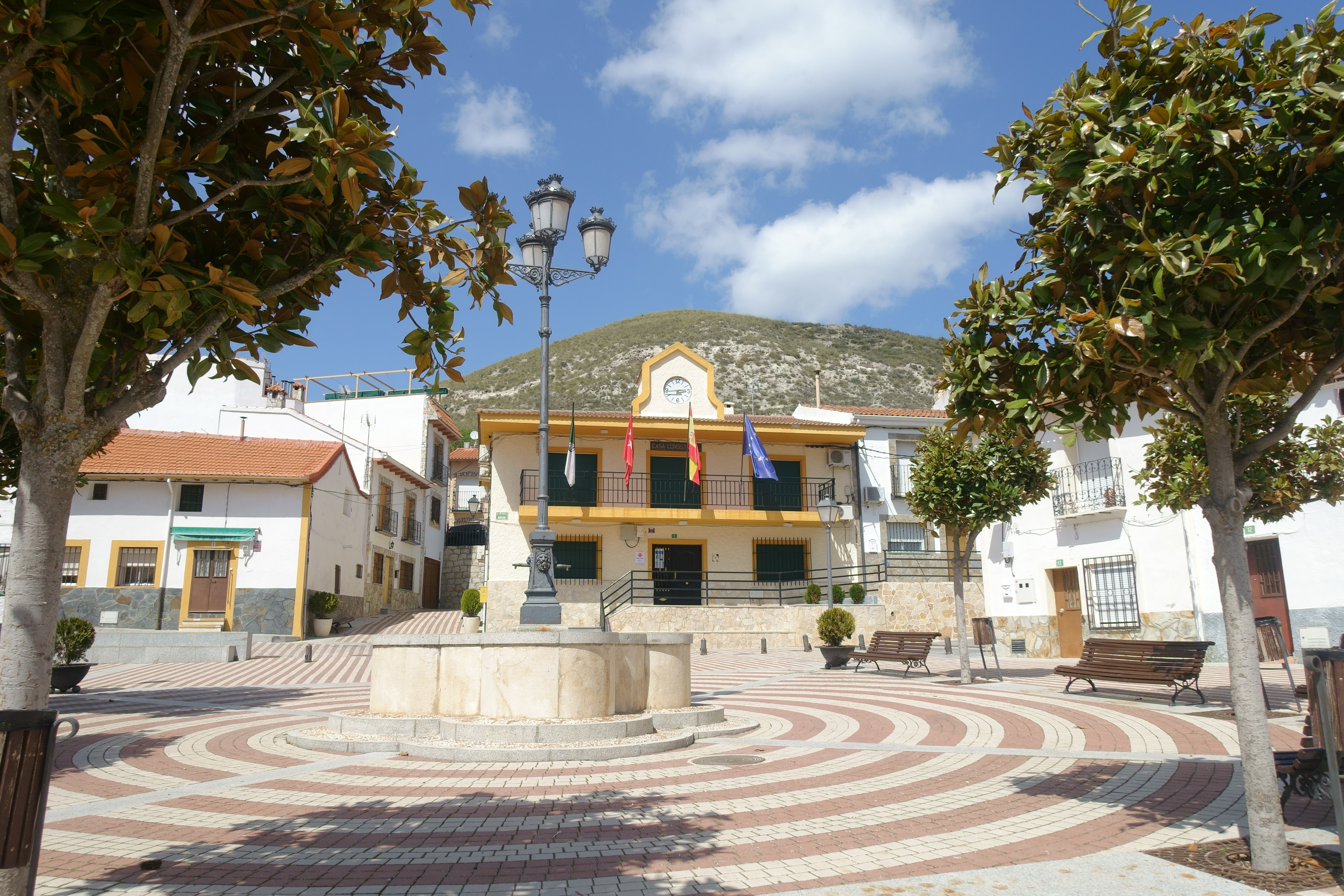
La mairie.